# Adam Pazio
Adam Pazio (Wołomin, 27 settembre 1992) è un calciatore polacco, difensore del Wicher Kobyłka.